# Aeropuerto Perales
Aeropuerto Nacional Perales (IATA: IBE, OACI: SKIB) es un aeropuerto ubicado en el oriente de la ciudad de Ibagué en Colombia a 11 kilómetros del distrito financiero de la misma, en la comuna número 8. Es el principal aeropuerto de Tolima.
El terminal aéreo de Ibagué se encuentra en fase a convertirse en Aeropuerto Internacional, donde será uno de los más importantes del país, y será el alterno al Aeropuerto Internacional El Dorado en Bogotá.

## Historia
Hasta abril de 2006 solo operaba la aerolínea Aires (hoy LATAM Colombia) siendo la única opción para volar comercialmente a Bogotá (BOG), luego comenzó a operar la aerolínea Avianca, en noviembre de 2007. Más tarde llegó a operar la aerolínea de bajo costo EasyFly (hoy Clic Air) con destinos a Bogotá, Medellín y Cali. Es uno de los aeropuertos escogidos por la Aerocivil para reestructuración y mantenimiento.
En marzo de 2015 LAN Colombia finalizó la operación a Medellín, y en octubre de 2016 LAN canceló la ruta a Bogotá, abandonando así la operación en la terminal. Desde 2014 el aeropuerto fue intervenido por la Aerocivil para llevar a cabo remodelaciones la cual el día 15 de junio de 2018 el presidente de ese entonces Juan Manuel Santos hizo la entrega de las nuevas obras y el día 18 de octubre de 2018 la aerolínea Avianca hizo la inauguración de la nueva terminal con su primer vuelo rutinario procedente de Bogotá. En la actualidad, Clic Air, LATAM Colombia (que reabrió la ruta Bogotá - Ibagué en equipos A320 desde el 31 de marzo del 2024) y Avianca operan en la terminal.
La administradora del Aeropuerto es Carolina Reyes, desde el 2017, reemplazando a Harol Rolando Wilches.
Para el año 2019, se realizó Actualización del Plan Maestro Aeroportuario, del Aeropuerto Nacional Perales, y se adjunta en resumen ejecutivo del mismo.
El día 8 de octubre de 2021, se realiza el primer vuelo de prueba en un Airbus 320, a cargo de Avianca, No llevaba pasajeros, pues en él irán exclusivamente pilotos de la compañía y algunos funcionarios de la Aerocivil, Luego de estacionarse en el Perales, la aeronave permaneció allí por un tiempo cercano a los 40 minutos y regresó a Bogotá sobre el mediodía.
El día 31 de octubre de 2021 se hizo realidad la llegada de un jet Airbus A 319, adscrito a Avianca, partió desde la capital del país y arribó al aeropuerto Perales de Ibagué. El vuelo 4845 partió de Bogotá a las 9:46 a. m. y arribó al aeropuerto Perales a las 10:07 a. m. (21 minutos de trayecto) y contó con 69 pasajeros.El viaje de regreso fue con el número 4810 y despegó a las 4:58 p. m. y transportó 45 personas. La aeronave que estuvo a cargo de esa ruta es de matrícula N694AV y tiene capacidad para transportar 120 pasajeros.

## Destinos

### Destinos nacionales
| Ciudad                          | Nombre del aeropuerto              | Aerolíneas               | Aeronaves         | Frecuencia Semanal |
| ------------------------------- | ---------------------------------- | ------------------------ | ----------------- | ------------------ |
| Bogotá                          | Aeropuerto Internacional El Dorado | Avianca / LATAM Colombia | A319, A320 / A320 | 21                 |
| Medellín                        | Aeropuerto Olaya Herrera           | Clic Air                 | AT76              | 7                  |
| Total: 2 destinos, 3 aerolíneas |                                    |                          |                   |                    |

## Aerolíneas que cesaron operación
- Clic Air
  - Bogotá / Aeropuerto Internacional El Dorado
  - Cartagena / Aeropuerto Internacional Rafael Nuñez
  - Cali / Aeropuerto Internacional Alfonso Bonilla Aragón

- LATAM Colombia
  - Bucaramanga / Aeropuerto Internacional Palonegro
  - Cali / Aeropuerto Internacional Alfonso Bonilla Aragón
  - Medellín / Aeropuerto Olaya Herrera
  - Neiva / Aeropuerto Benito Salas
  - Pereira / Aeropuerto Internacional Matecaña

## Aeropuertos cercanos
Ordenados por cercanía a 200 km a la redonda:
- Girardot: Aeropuerto Santiago Vila (41 km)
- Armenia: Aeropuerto Internacional El Edén (70 km)
- Pereira: Aeropuerto Internacional Matecaña (80 km)
- Bogotá: Aeropuerto Internacional El Dorado (115 km)
- Neiva: Aeropuerto Benito Salas (164 km)

## Estadísticas

### Estadísticas 2009-2019 (últimos 10 años)
| IBAGUÉ - PERALES             | 2019   | 2018   | 2017   | 2016    | 2015    | 2014    | 2013    | 2012    | 2011    | 2010    | 2009    |
| Pasajeros salidos            | 74.428 | 65.741 | 74.959 | 83.814  | 80.555  | 84.907  | 76.284  | 79.866  | 82.807  | 81.222  | 85.698  |
| Pasajeros llegados           | 72.964 | 64.063 | 73.420 | 77.706  | 78.149  | 82.845  | 74.568  | 77.382  | 80.199  | 78.076  | 83.029  |
| Carga y correo salida (kg)   | 9.117  | 46.283 | 82.795 | 85.153  | 80.182  | 69.470  | 82.420  | 115.281 | 166.103 | 179.906 | 283.075 |
| Carga y correo llegados (kg) | 19.073 | 44.779 | 95.544 | 136.080 | 201.366 | 238.184 | 216.227 | 239.796 | 305.506 | 311.848 | 470.899 |
| Número vuelos Salidos        | 1.725  | 1.557  | 2.038  | 2.440   | 2.524   | 2.889   | 2.681   | 2.715   | 2.999   | 3.038   | 3.215   |
| Número vuelos llegados       | 1.730  | 1.559  | 2.046  | 2.384   | 2.525   | 2.890   | 2.661   | 2.719   | 2.984   | 3.049   | 3.233   |
| Fuente: www.aerocivil.gov.co |        |        |        |         |         |         |         |         |         |         |         |